# The Queen of Versailles
Pour plus de détails, voir Fiche technique et Distribution.
The Queen of Versailles (La Reine de Versailles) est un film documentaire américain réalisé par Lauren Greenfield en 2012.
Il a été présenté au Festival de Sundance 2012, où il a remporté le Prix du meilleur réalisateur américain, et au Festival international du film de Brisbane 2012, où il a reçu le Grand prix du jury.

## Synopsis
Le film dépeint la vie de Jackie et David Siegel, propriétaire des Westgate Resorts (en), et de leur famille, alors qu'ils construisent la plus grande et plus onéreuse maison des États-Unis, appelée « Versailles », et les effets de la crise qu'ils traversent alors que l'économie américaine décline.

## Fiche technique
- Titre : The Queen of Versailles
- Réalisation : Lauren Greenfield
- Musique : Jeff Beal
- Photographie : Tom Hurwitz
- Montage : Victor Livingston
- Production : Lauren Greenfield et Danielle Renfrew Behrens
- Société de production : Evergreen Pictures, BBC Storyville, Impact Partners, Candescent Films, Plus Pictures, Danmarks Radio et Vrijzinnig Protestantse Radio Omroep
- Société de distribution : Magnolia Pictures (États-Unis)
- Pays :  États-Unis,  Pays-Bas,  Royaume-Uni et  Danemark
- Langue : anglais
- Genre : Documentaire
- Durée : 103 minutes
- Dates de sortie :
  -  Festival de Sundance 2012 : 19 janvier 2012
  -  États-Unis : 20 juillet 2012

## Accueil
Le film a reçu un accueil très positif. Il obtient une note de 95 % sur l’agrégateur de critiques Rotten Tomatoes, basé sur 103 critiques.

## Récompenses
- Festival de Sundance 2012 : Prix du meilleur réalisateur américain
- Festival international du film de Brisbane 2012 : Grand prix du jury
- Women Film Critics Circle Awards 2012 : Meilleur film documentaire
- Festival 2 cinéma de Valenciennes 2013 : Prix de la critique